# والتر مولر (لاعب كرة قاعدة)
والتر مولر (بالإنجليزية: Walter Mueller)‏ هو لاعب كرة قاعدة أمريكي، ولد في 6 ديسمبر 1894، وتوفي في 16 أغسطس 1971 في سانت لويس في الولايات المتحدة.